# Emmeloord
Ne doit pas être confondu avec Emmeloord (Schokland).

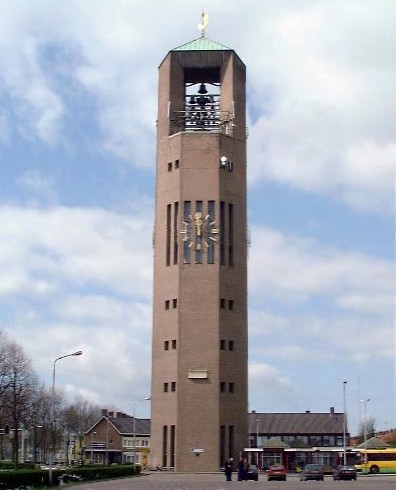
La Poldertoren (château d'eau)

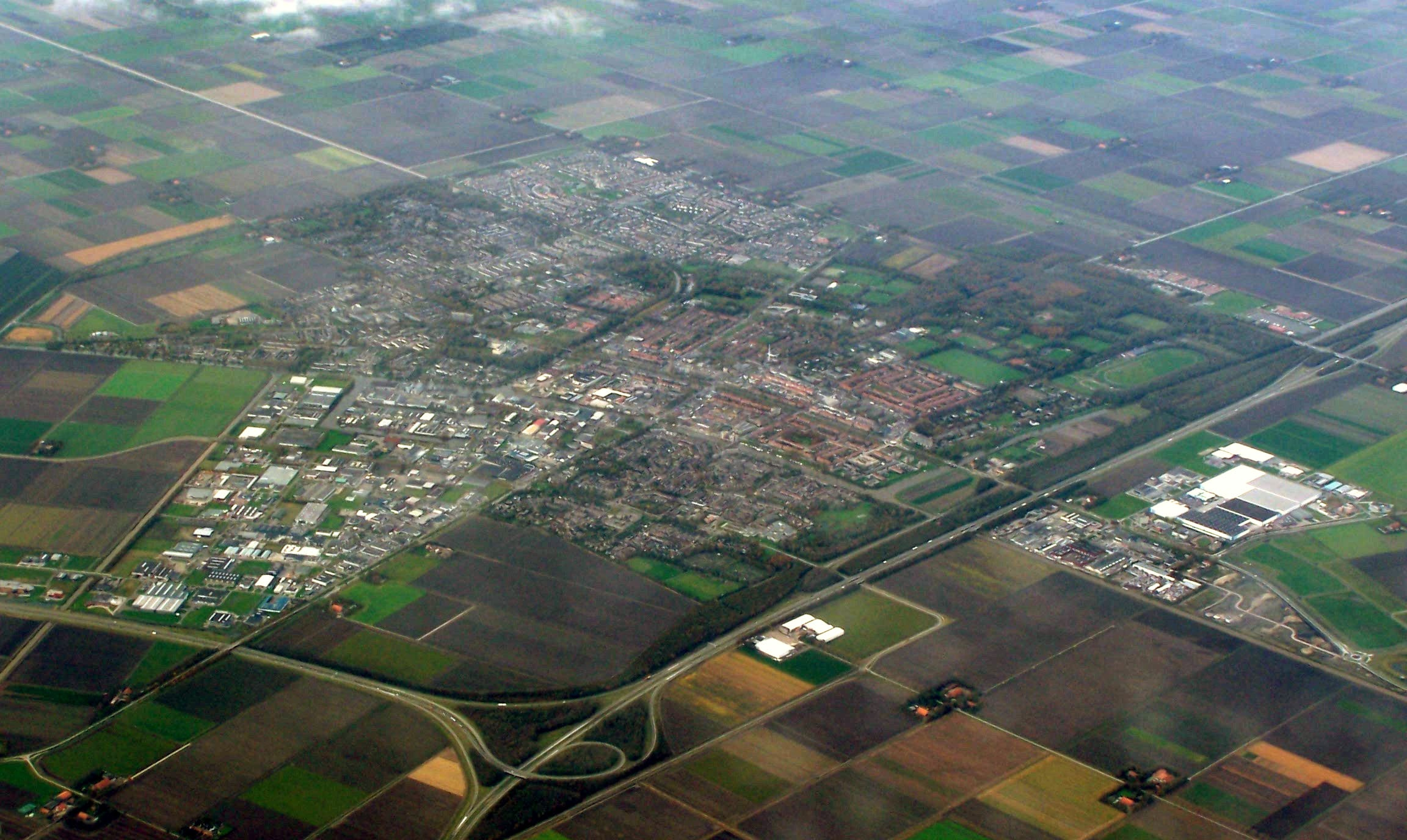
Emmeloord vu du ciel

Emmeloord est le centre administratif et la principale ville de la commune de Noordoostpolder, dans la province de Flevoland, aux Pays-Bas

## Emplacement
Emmerloord sert de centre administratif, de services et de communications pour la population du polder. Au centre-ville on trouve le château d'eau, la Poldertoren, visible de loin. La ville est entourée de 10 villages en forme d'étoile.

## Histoire
La ville d'Emmeloord a été fondée en 1943 sur un polder nouvellement créé, à l'intersection des trois canaux principaux, au centre du polder.
Emmeloord doit son nom à l'ancienne ville d'Emmeloord détruite par les flots, se trouvant au nord de Schokland.
Au 1er octobre 2012, sa population était de 25 602 habitants.

## Personnalités
- Stef Blok (1964), homme politique

## Galerie

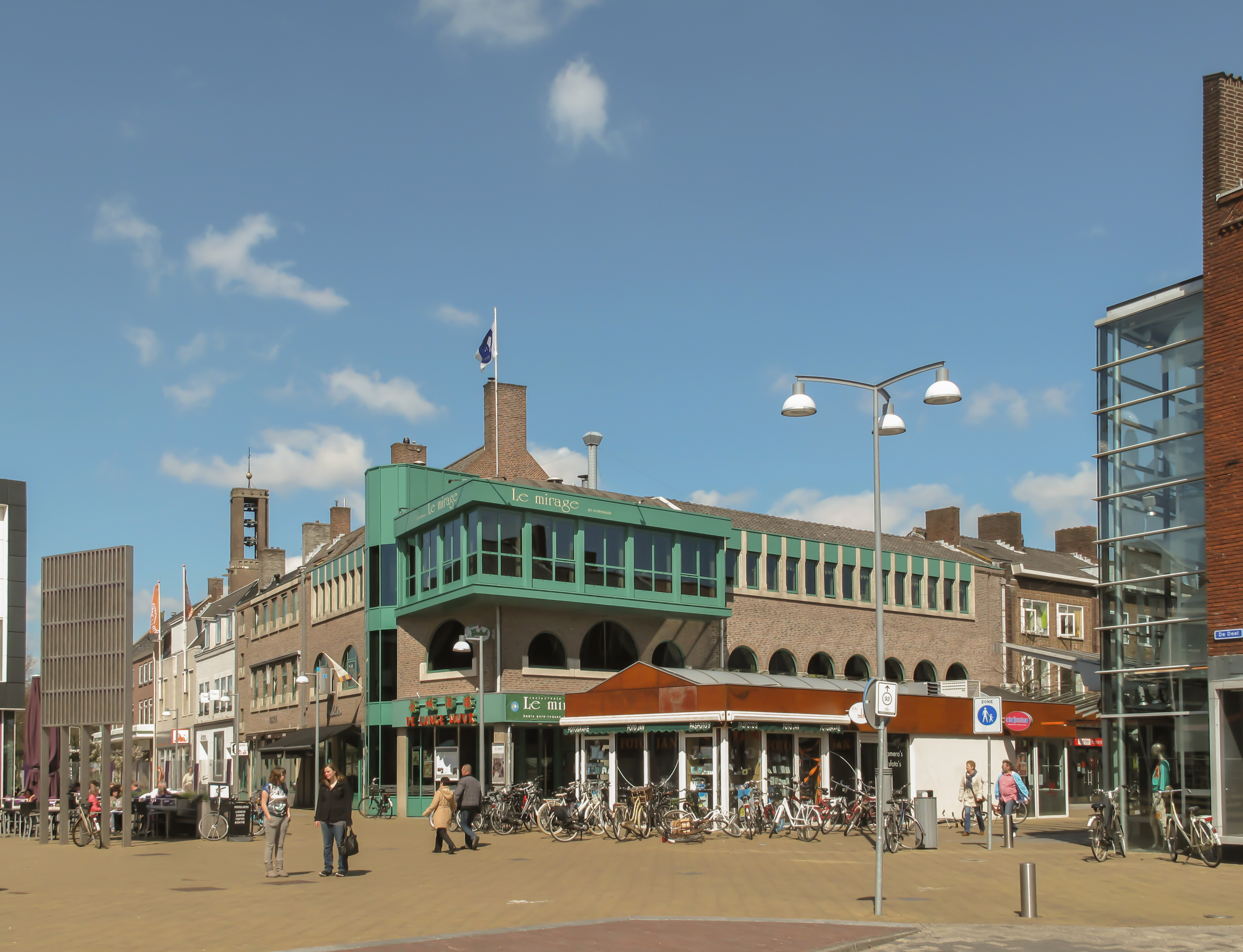
Emmeloord, vue dans la rue: Beursstraat-De Deel-Lange Nering
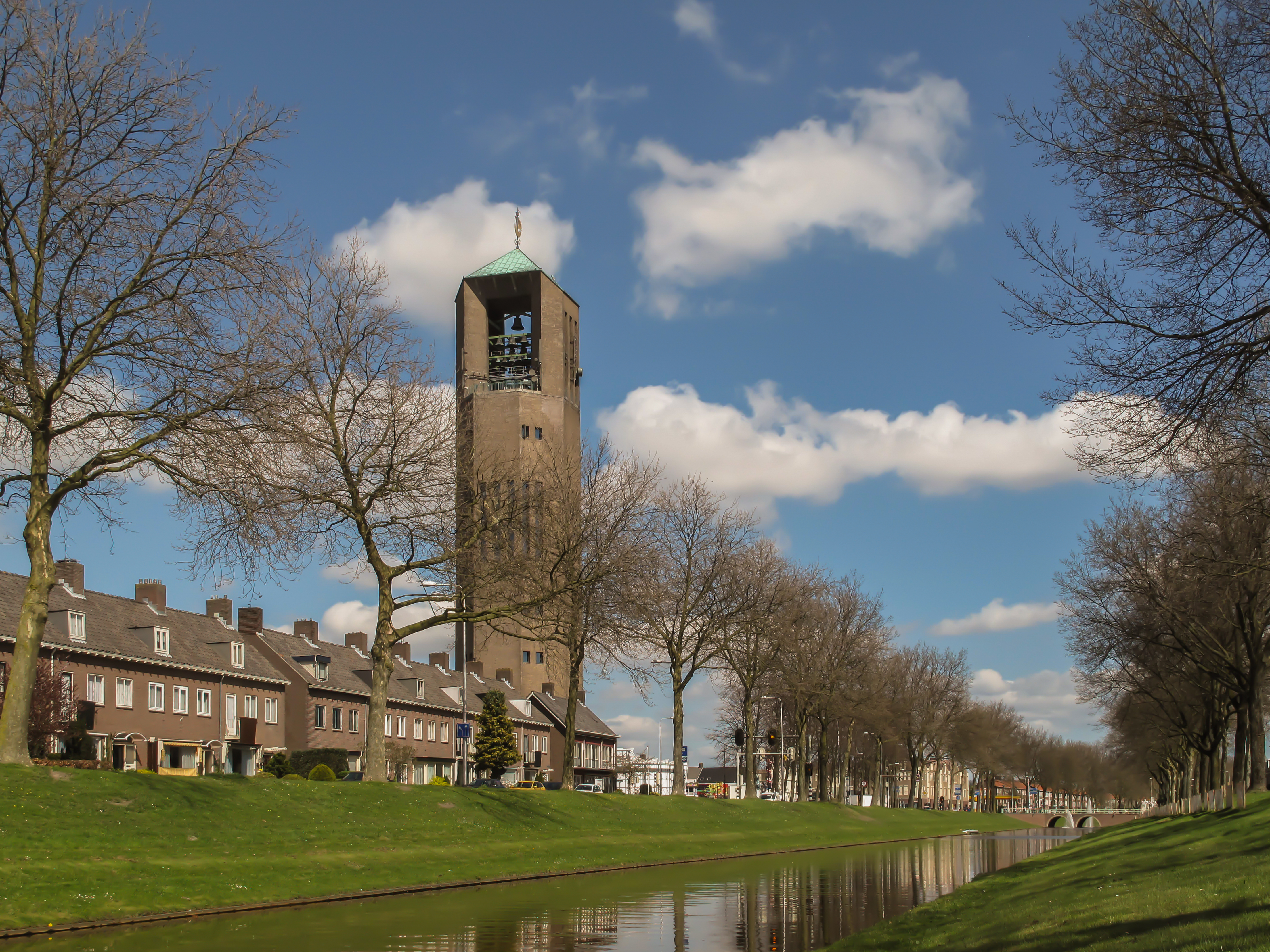
Emmeloord, tour (de Poldertoren) dans al rue
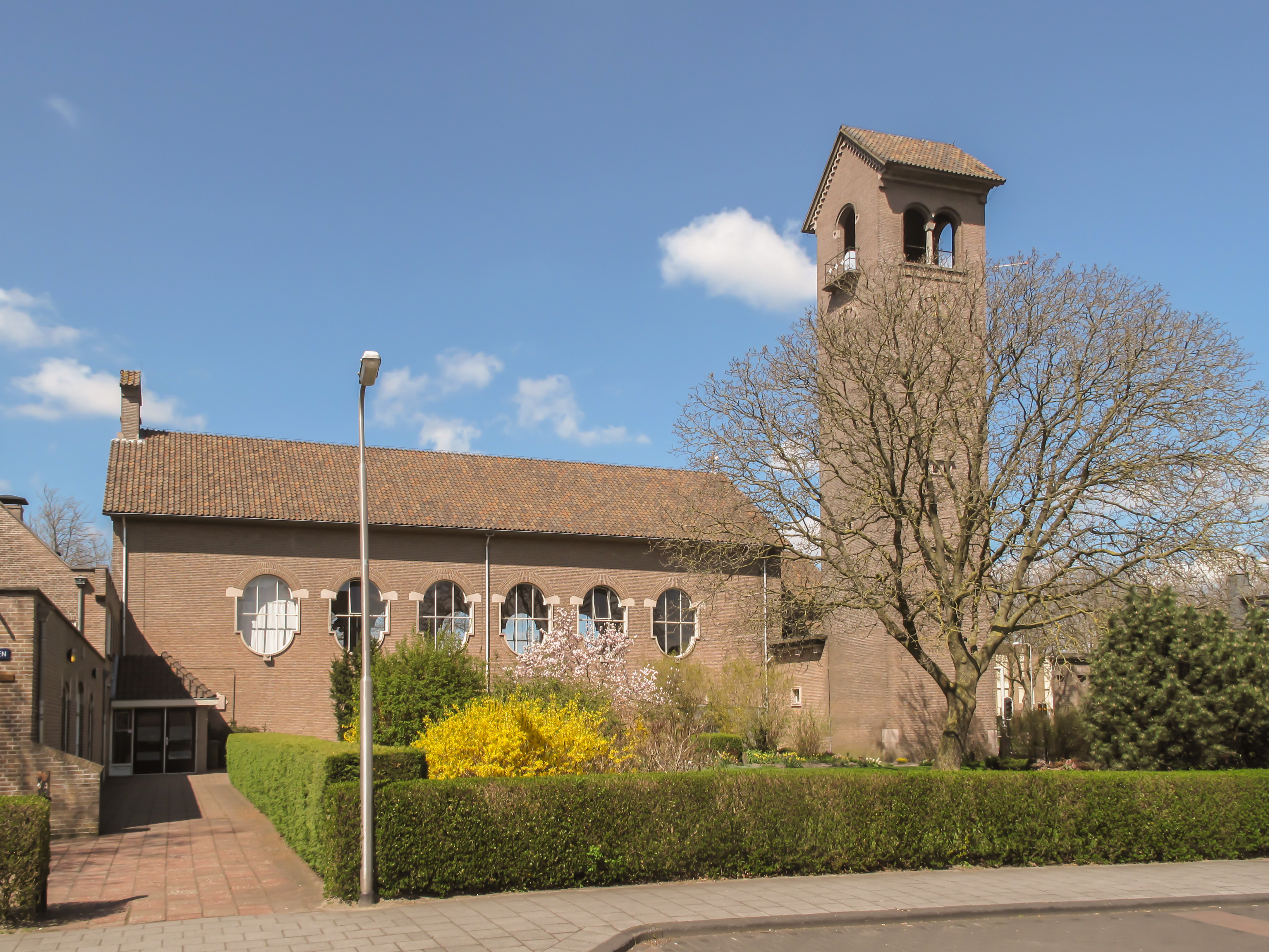
Emmeloord, église protestante: De Hoeksteen
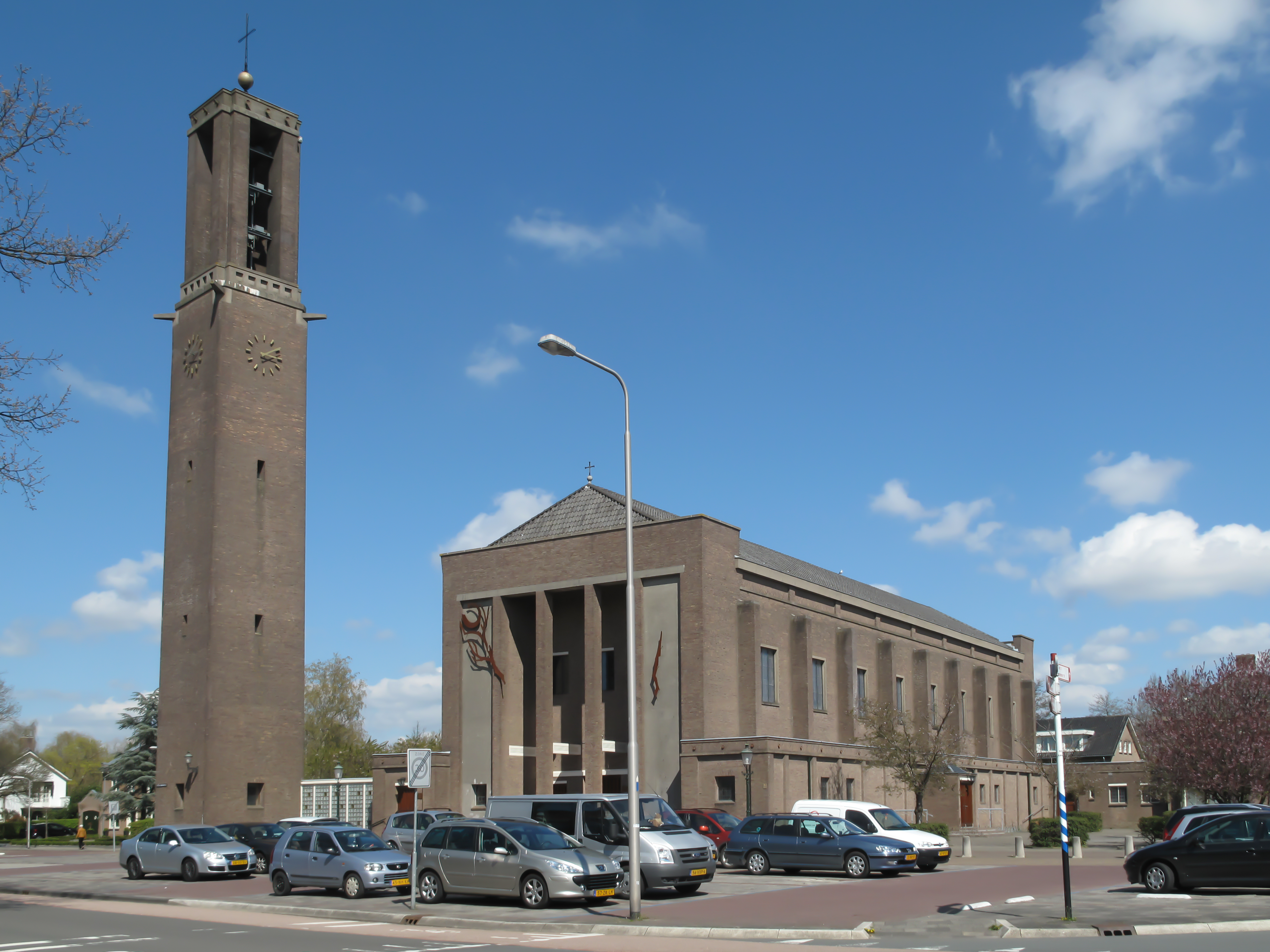
Emmeloord, église: Heilige Michaelkerk
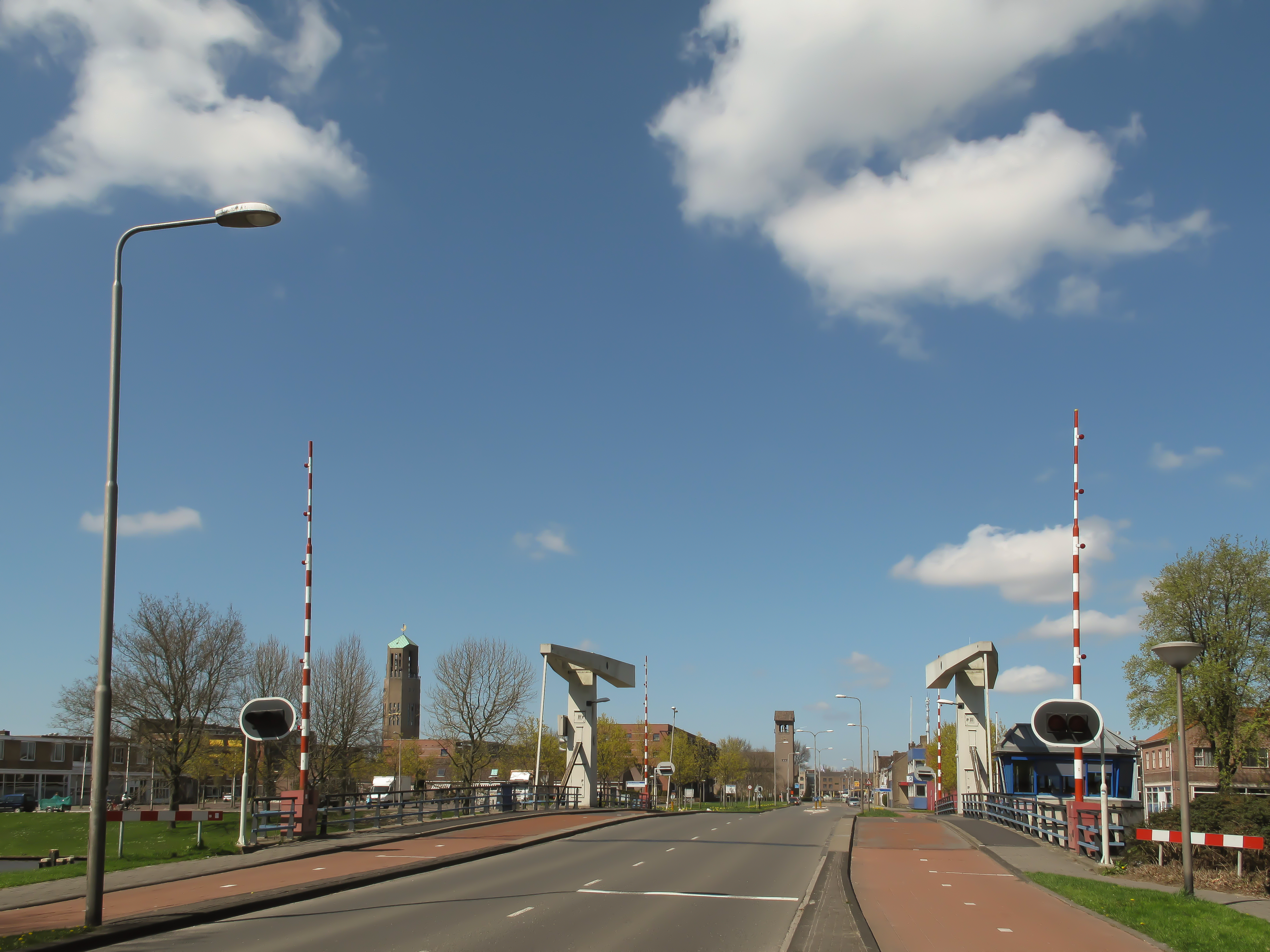
Emmeloord, vue dans la rue et sur le pont
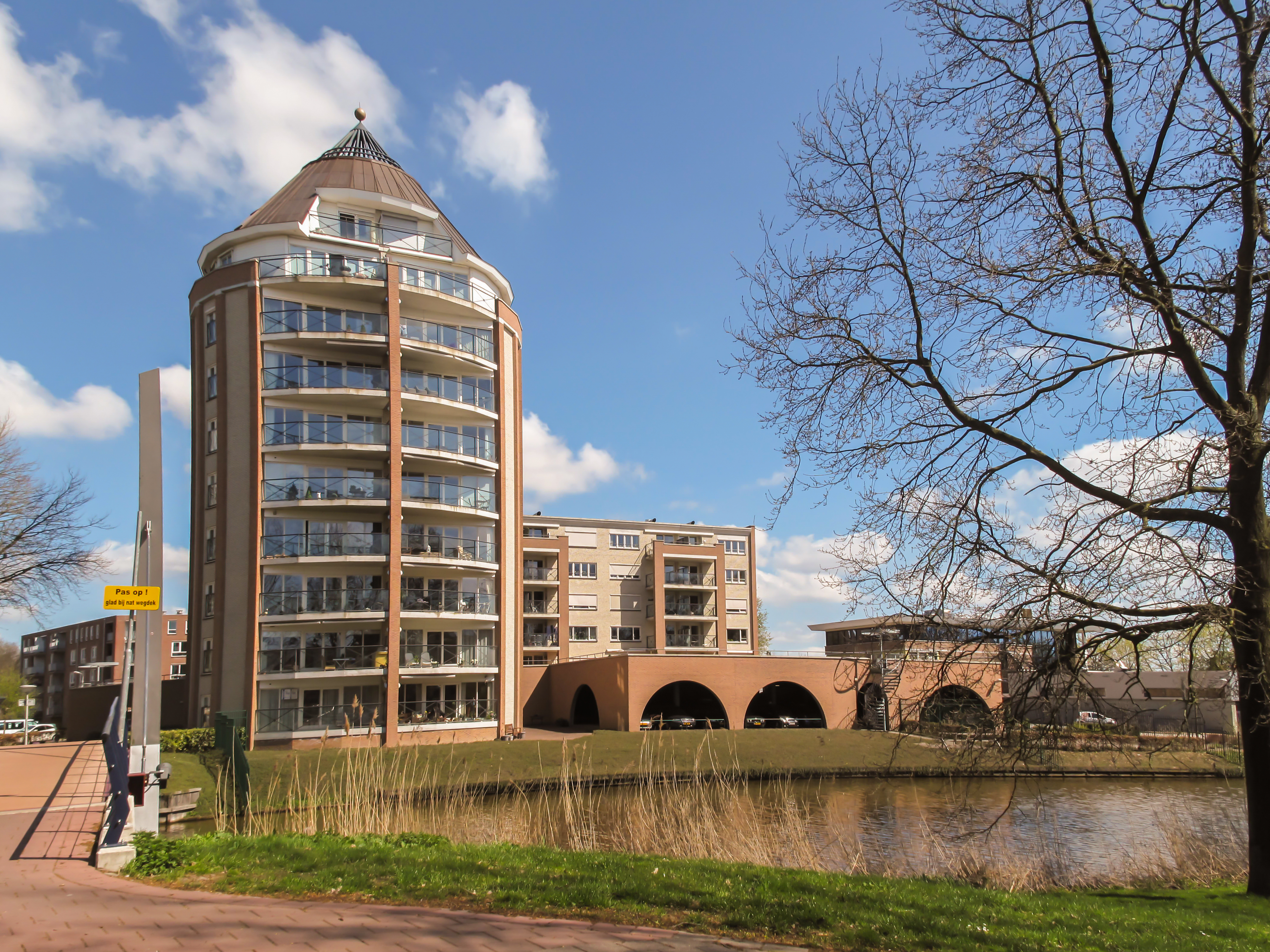
Emmeloord, vue dans la rue
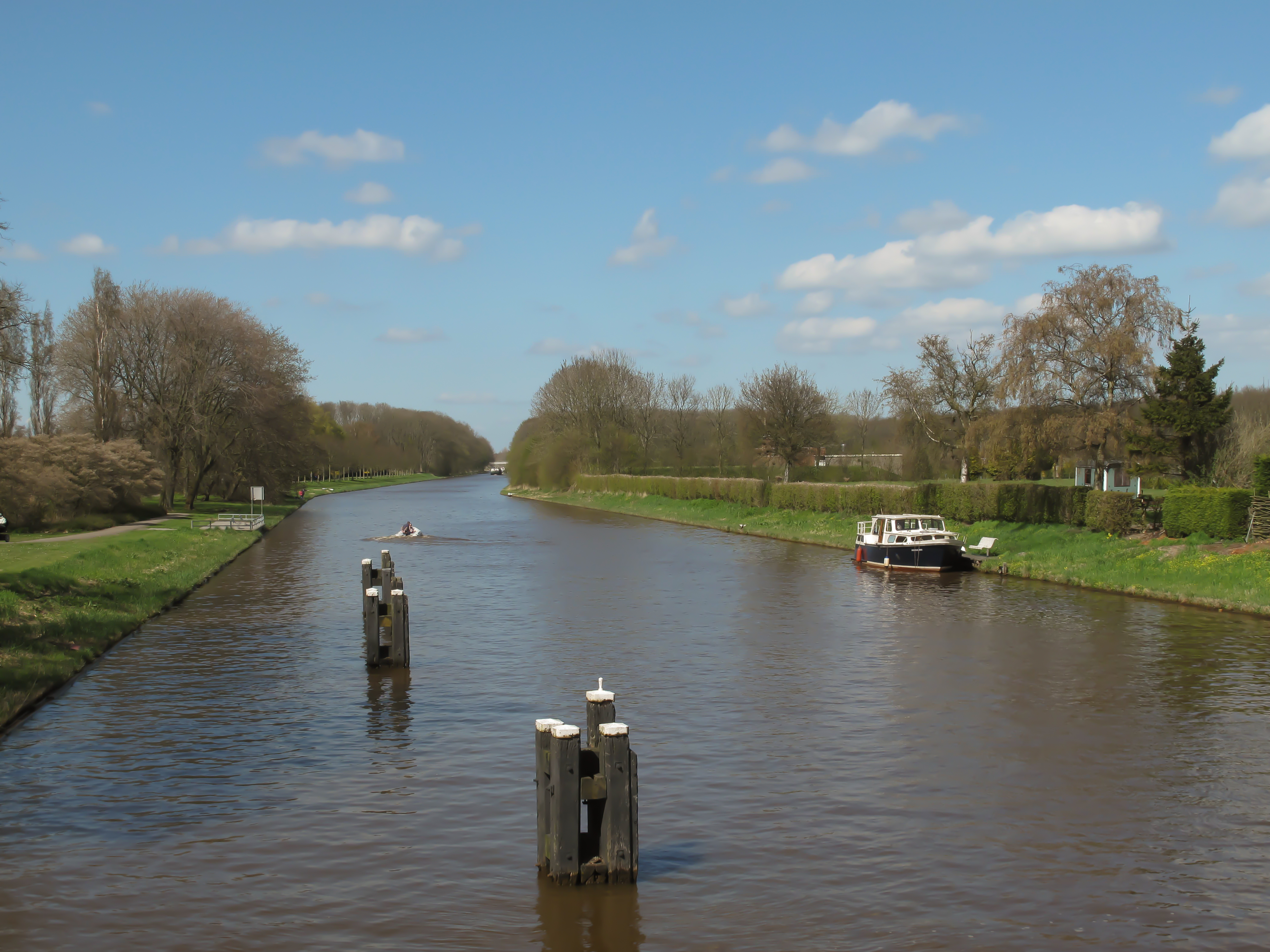
Emmeloord, canal: de Lemstervaart